# Гермерік
Гермерік, або Ерменріх (нім. Hermerich, між 360 та 372 —441) — 1-й король свевів в Галеції у 409—438 роках.

## Біографія
Походив з королівського роду квадів, що входили до свевського союзу. Дата народження невідома. Під тиском гуннів рушив до Рейну. Перед тим наділив старшого сина Гунімунда королівською владою над квадами, що залишилися на своїх старовинних землях біля Дунаю.
У ніч з 31 грудня 406 року на 1 січня 407 року в союзі з Гундеріком, королем вандалів-асдінгів, Фрідубальдом, королем вандалів-силінгів, Респендіалом і Гоаром, королями аланів, Ґундагаром, королем бургундів, загони квадів Гермеріка перетнули замерзлий Рейн. На той час свевів-квадів становили 25-35 тис. осіб, з яких 8-9 тис. вояків.
Слідом за цим вони рушили через провінції Верхня Германія та Лугдунська Галлія. До 408 року добралися до Нарбоннської Галлії. Восени 409 року разом з аланами та вандалами війська та цивільні квади на чолі з Гермеріком перетнули Піренеї. Слідом за цим захопили західну частину римської провінції Галеція. У 411 році Гермерік завдав поразки вандалам-асдінгам на чолі із Гундеріком, змусивши того відступити на південь, а сам захопив Східну Галецію.
Намагався облаштувати самостійну державу на захоплених землях, яка отримала назву Королівство свевів (або Північне королівство). Місто Бракара Августа (сучасна Брага) зробив своєю столицею. Гермерік здійснив спроби укласти мирні договори з вестготами та римськими імператорами. Для цього влаштував шлюб свого сина з донькою короля Валлії.
Скориставшись поразками аланів та вандалів-силінгів у 416—417 роках намагався захопити Лузітанію й внутрішні райони Карфагенської Іспанії. У відповідь зазнав нападу у 417 році з боку Вестготського королівства. Від остаточної поразки Гермеріка врятували його родинні зв'язки з Валлією. Того ж року імператор Гонорій визнав свевів федератами імперії.
Але ослабленням держави свевів скористався Гундерік, король вандалів-асдінгів, який у 418 році раптово атакував Гермеріка, змусивши відступити у гірську частину. У 419 році на допомогу королю свевів прийшли римські війська на чолі з Асторієм, змусивши вандалів відступити.
Скориставшись послабленням королівства та влади Гермеріка у 427 році частина знаті висунула кандидатом на корону знатного квада Ґеремігарія. Останній правив до 429 року у південній Галеції.
У 430 році, скориставшись тим, що вандали у 429 році залишили Іспанію, Гермерік рушив на завоювання південних провінцій. Римські війська не могли прийти на допомогу своїм залогам, оскільки вимушені були в цей час боротися з франками, а потім вестготами. Спочатку король свевів повністю зайняв долинну Галецію, потім підкорив північну Лузітацію. У 431 році прийняв посольство вестготського короля Теодоріка I, але відмовив тому у вступі до антиримської коаліції. Король свевів намагався маневрувати між вестготами та римлянами, отримуючи усюди зиск.
У 432 та 437 році відбив спроби римлян повернути втрачені землі. Водночас його загони атакували центральну частину Піренеїв. У 438 році Гермерік з огляду на тяжку хворобу передав владу своєму синові Рехілі, зрікшись трону. Помер у 441 році.

## Родина
- Гунімунд (395—469), король квадів на дунаї у 406—469 роках
- Рехіла (бл.400-448), король у 438—448 роках
- Кіндасунда, дружина Аддака, короля аланів